# 才藤龍治
才藤 龍治（さいとう りゅうじ、1993年3月12日 - ）は、東京都渋谷区出身のプロサッカー選手。Jリーグ・ブラウブリッツ秋田所属。ポジションはフォワード（FW）、サイドバック。怪我をしにくいというスポーツ選手としては優れた特性を持つ。

## 来歴
FCトリプレッタジュニアユース、成立学園高校を経て、東京国際大学へ進学。
2015年より、アマチュア契約でFC琉球へ加入し、コールセンターで電話のオペレーター業務も担当。秋田戦、藤枝戦、YS横浜戦でゴール。翌年よりプロ契約となり、センターバック、フォワード、サイドバック、サイドハーフのポジションをこなし、4得点。2017年は、FC東京U-23戦で1得点、シーズン8アシスト。
2017年12月30日にカターレ富山へ完全移籍することが発表され、6ゴール、2019年は4ゴールした。
2020年、トライアウトを経てSC相模原へ完全移籍、自己最多7得点を記録し、J2昇格を達成した。シーズン終了後にブラウブリッツ秋田へ完全移籍、秋田からは4ゴールを奪いブラウブリッツキラーとして知られていた。
2021年は、京都戦で1アシスト。
2022年は、全てサイドバックとして出場し、第36節V東京戦でJ2初得点を泥臭く決めた。この年のキャッチコピーは、才能多才な 我武者羅ドラゴン。
2023年、第13節仙台戦で、先制弾 と丹羽のヒールパスからの勝ち越しゴール のブレイスでサイドで出場ながらも高いフォワード力を見せたが、試合は追いつかれ引き分けた。1試合2得点は、過去に2回記録していて今回で3回目となった。第14節栃木戦では、76分16秒にゴール前でヘディングでシュートブロックをし、高い評価を受けた。

## 所属クラブ
- 渋谷東部JFC (渋谷区立長谷戸小学校)[29]
- 渋谷セントラルSC
- FCトリプレッタジュニアユース (渋谷区立広尾中学校)
- 成立学園高等学校
- 東京国際大学
- 2015年 - 2017年  FC琉球
- 2018年 - 2019年  カターレ富山
- 2020年  SC相模原
- 2021年 -  ブラウブリッツ秋田

## 個人成績
| 国内大会個人成績 | 国内大会個人成績 | 国内大会個人成績 | 国内大会個人成績 | 国内大会個人成績 | 国内大会個人成績 | 国内大会個人成績 | 国内大会個人成績 | 国内大会個人成績 | 国内大会個人成績 | 国内大会個人成績 | 国内大会個人成績 |
| 年度             | クラブ           | 背番号           | リーグ           | リーグ戦         | リーグ戦         | リーグ杯         | リーグ杯         | オープン杯       | オープン杯       | 期間通算         | 期間通算         |
| 年度             | クラブ           | 背番号           | リーグ           | 出場             | 得点             | 出場             | 得点             | 出場             | 得点             | 出場             | 得点             |
| 日本             | 日本             | 日本             | 日本             | リーグ戦         | リーグ戦         | リーグ杯         | リーグ杯         | 天皇杯           | 天皇杯           | 期間通算         | 期間通算         |
| ---------------- | ---------------- | ---------------- | ---------------- | ---------------- | ---------------- | ---------------- | ---------------- | ---------------- | ---------------- | ---------------- | ---------------- |
| 2013             | 東京国際大       | 4                | -                | -                | -                | -                | -                | 1                | 0                | 1                | 0                |
| 2015             | 琉球             | 23               | J3               | 27               | 3                | -                | -                | 1                | 0                | 28               | 3                |
| 2016             | 琉球             | 11               | J3               | 22               | 4                | -                | -                | 0                | 0                | 22               | 4                |
| 2017             | 琉球             | 11               | J3               | 31               | 1                | -                | -                | 1                | 0                | 32               | 1                |
| 2018             | 富山             | 11               | J3               | 27               | 6                | -                | -                | 2                | 0                | 29               | 6                |
| 2019             | 富山             | 11               | J3               | 19               | 4                | -                | -                | 3                | 0                | 22               | 4                |
| 2020             | 相模原           | 13               | J3               | 34               | 7                | -                | -                | -                | -                | 34               | 7                |
| 2021             | 秋田             | 13               | J2               | 27               | 0                | -                | -                | 1                | 0                | 28               | 0                |
| 2022             | 秋田             | 13               | J2               | 27               | 1                | -                | -                | 1                | 0                | 28               | 1                |
| 2023             | 秋田             | 13               | J2               | 32               | 4                | -                | -                | 0                | 0                | 32               | 4                |
| 2024             | 秋田             | 13               | J2               | 26               | 2                | 1                | 0                | 0                | 0                | 27               | 2                |
| 2025             | 秋田             | 13               | J2               |                  |                  |                  |                  |                  |                  |                  |                  |
| 通算             | 日本             | 日本             | J2               | 112              | 7                | 1                | 0                | 2                | 0                | 115              | 7                |
| 通算             | 日本             | 日本             | J3               | 160              | 25               | -                | -                | 7                | 0                | 167              | 25               |
| 通算             | 日本             | 日本             | 他               | -                | -                | -                | -                | 1                | 0                | 1                | 0                |
| 総通算           | 総通算           | 総通算           | 総通算           | 272              | 32               | 1                | 0                | 10               | 0                | 283              | 10               |

出場歴
- Jリーグ初出場 - 2015年3月15日 J3第1節 vsY.S.C.C.横浜（沖縄県総合運動公園陸上競技場）
- Jリーグ初得点 - 2015年5月6日 J3第10節 vsブラウブリッツ秋田（沖縄県総合運動公園陸上競技場）[30]